# Tour de la Banque Royale
Der Tour de la Banque Royale (englisch Royal Bank Tower) ist ein Wolkenkratzer in Montreal. Er befindet sich an der Rue Saint-Jacques 360 im Südwesten der Altstadt (Vieux-Montréal). Das 121 Meter hohe Gebäude mit 22 Stockwerken wurde im neoklassizistischen Stil erbaut. Von der Eröffnung im Jahr 1928 bis 1962 war es der Hauptsitz der Royal Bank of Canada. Der Stahlskelettbau ist mit grauem Kalkstein verkleidet, wobei dieser in den unteren Stockwerken im Verlaufe der Jahrzehnte eine gelbbraune Färbung angenommen hat; für den Sockel wurde Granit verwendet.

## Geschichte
1907 verlegte die Royal Bank of Canada ihren Hauptsitz von Halifax nach Montreal. Ihr Gebäude an der Rue Saint-Jacques erwies sich bald als zu klein für das wachsende Unternehmen. Nachdem die Höhenbeschränkung in der städtischen Bauordnung gelockert worden war, engagierte die Bank im Jahr 1926 das renommierte New Yorker Architekturbüro York and Sawyer mit der Planung eines repräsentativen Neubaus. Der auf Bankgebäude spezialisierte Architekt S. G. Davenport wurde als Partner beigezogen.
Zwischen 1920 und 1926 hatte die Royal Bank sämtliche Gebäude auf dem vorgesehenen Bauplatz zwischen Rue Saint-Jacques und Rue Notre-Dame erworben und ließ sie abreißen. Im April 1927 erfolgte die Grundsteinlegung. Nach einem Jahr Bauzeit konnte der Neubau bezogen werden. Zum Zeitpunkt der Eröffnung war der Tour de la Banque Royale das höchste Gebäude im Britischen Empire und das erste in der Stadt, das die Basilika Notre-Dame de Montréal überragte.
Die Royal Bank nutzte die untersten fünf Stockwerke für sich und vermietete die übrigen an andere Unternehmen. 1962 verlegte die Bank ihren Hauptsitz erneut, dieses Mal in den Montrealer Wolkenkratzer Place Ville-Marie. In der Haupthalle des Tour de la Banque Royale betreibt sie weiterhin eine Filiale. 2012 soll sie geschlossen werden und in den nahe gelegenen Tour de la Bourse umziehen.